# Atella gomensis
Atella gomensis är en fjärilsart som beskrevs av Abel Dufrane 1945. Atella gomensis ingår i släktet Atella och familjen praktfjärilar. Inga underarter finns listade i Catalogue of Life.